# Erucaria hispanica
Erucaria hispanica är en korsblommig växtart som först beskrevs av Carl von Linné, och fick sitt nu gällande namn av George Claridge Druce. Enligt Catalogue of Life ingår Erucaria hispanica i släktet Erucaria och familjen korsblommiga växter, men enligt Dyntaxa är tillhörigheten istället släktet Erucaria och familjen korsblommiga växter. Arten har ej påträffats i Sverige. Inga underarter finns listade i Catalogue of Life.